# Лепельский район
Ле́пельский райо́н (бел. Лепельскі раён) — административная единица на юге Витебской области Республики Беларусь. Административный центр — город Лепель.
Население — 29 856 человек (на 1 января 2025 года).

## Административное устройство
В районе 9 сельсоветов:
- Бобровский
- Боровский
- Волосовичский
- Горский
- Домжерицкий
- Каменский
- Лепельский
- Слободской
- Стайский

Упразднённые сельсоветы:
- Заозерский[5]
- Пышненский
- Сушанский[5]

29 апреля 2004 года упразднены Сушанский, Заозерский сельсоветы.

## География
Территория — 1800 км² (10-е место среди районов), причём 43 % приходится на леса. Район граничит с Докшицким, Ушачским, Чашникским, Бешенковичским и Борисовским районами. 
Основные реки — Эсса и Улла. По границе с Докшицким районом протекает река Березина (Бассейн Днепра). В районе около 140 озёр, крупнейшее — Лепельское, другие значительные озёра — Озерцы, Плавно, Ольшица. На западе находится довольно большое Домжерицкое болото, на юго-западе Каролинское болото. 
На Лепельском водохранилище восстановлена и работает гидроэлектростанция (Лепельская ГЭС).
Юго-западная часть района расположена на Верхнеберезинской низине, северо-западная на Пышногорской возвышенности.

### Заповедник
На юго-западе района расположен Березинский биосферный заповедник. Администрация заповедника расположена в деревне Домжерицы.

## Геральдика
Герб и флаг приняты решением Лепельского городского Совета депутатов от 24 сентября 2002 года № 116. Учреждены Указом Президента Республики Беларусь от 2 июня 2009 года № 277 и зарегистрированы в Государственном геральдическом регистре 4 июня 2009 года № Б-159 и № Б-160.

## История
Район образован 17 июля 1924 года в составе Борисовского округа. Первоначально состоял из 12 сельсоветов, в 1927 году образован Веселовский национальный польский сельсовет. С 9 июня 1927 по 26 июля 1930 года — в составе Полоцкого округа, затем — в прямом республиканском подчинении. 8 июля 1931 года в результате изменения административно-территориального деления БССР к Лепельскому району присоединена часть территории упразднённых Улльского и Холопеничского районов. 12 февраля 1935 года был повторно образован Холопеничский район, и ему передана территория трёх сельсоветов Лепельского района. С 21 июня 1935 года район в составе Лепельского округа, в Витебской области — с 15 января 1938 года. В 1937 году национальный польский сельсовет упразднён. В 1938 году в районе было 14 сельсоветов, в 1947 году — 13 сельсоветов.
9 сентября 1946 года Сушанский сельсовет передан Улльскому району, 17 декабря 1956 года возвращён Лепельскому району. 
20 января 1960 года Холопеничский район был повторно упразднён и территория двух сельсоветов (Кащинский и Краснолукский) была передана в состав Лепельского района. В тот же день Лепельскому району был передан Домжерицкий сельсовет (за исключением населённых пунктов Бедено, Слобода и Федорки) упразднённого Бегомльского района. 
В ходе административно-территориальной реформ 1960-х годов временно упразднялся Ушачский район, и большая часть его территории с 25 декабря 1962 года по 30 июля 1966 года находилась в образованном Лепельском районе (за исключением Бобыничского и Вороничского сельсоветов, которые переданы в Полоцкий район).
6 января 1965 года два сельсовета переданы Чашникскому району.
27 сентября 1989 года Лепельский городской и Лепельский районный Советы народных депутатов объединены в один Лепельский городской Совет народных депутатов. Лепельский район сохранён как административно-территориальная единица, с подчинением сельских Советов народных депутатов этого района Лепельскому городскому Совету народных депутатов.
28 марта 2005 года Лепельский район и город Лепель объединены в одну административно-территориальную единицу — Лепельский район с административным центром город Лепель.

## Демография
Численность населения — 29 856 человек (на 1 января 2025 года), в том числе городское — 16 895 человек (Лепель — 16 895 человек), сельское — 12 961 человек.
Население — 30 393 человек (на 1 января 2024 года), из них в городских — 17 106 человек (Лепель), в сельских — 13 287 человек.
Население района составляет 30 737 человек, в том числе в городских условиях живут 17 182 человек (на 1 января 2023 года).
| Численность населения | Численность населения | Численность населения | Численность населения | Численность населения | Численность населения | Численность населения | Численность населения | Численность населения |
| 1970                  | 1979                  | 1989                  | 1996                  | 2001                  | 2002                  | 2003                  | 2004                  | 2005                  |
| --------------------- | --------------------- | --------------------- | --------------------- | --------------------- | --------------------- | --------------------- | --------------------- | --------------------- |
| 45 339                | ▼40 781               | ▲43 854               | ▼43 727               | ▼41 517               | ▼40 851               | ▼40 059               | ▼39 264               | ▼28 368               |
| 2006                  | 2007                  | 2008                  | 2009                  | 2010                  | 2011                  | 2012                  | 2013                  | 2014                  |
| ▼37 614               | ▼36 963               | ▼36 238               | ▼35 961               | ▼35 203               | ▼34 629               | ▼34 202               | ▼33 774               | ▼33 411               |
| 2015                  | 2016                  | 2017                  | 2018                  | 2019                  | 2020                  | 2021                  | 2022                  | 2023                  |
| ▼33 151               | ▼32 802               | ▼32 619               | ▼32 508               | ▼32 353               | ▼31 976               | ▼31 582               |                       | ▼30 737               |
| 2024                  | 2025                  |                       |                       |                       |                       |                       |                       |                       |
| ▼30 393               | ▼29 856               |                       |                       |                       |                       |                       |                       |                       |

| Национальный состав по переписи 2019 года                          | Национальный состав по переписи 2019 года | Национальный состав по переписи 2019 года | Национальный состав по переписи 2019 года | Национальный состав по переписи 2019 года | Национальный состав по переписи 2019 года | Национальный состав по переписи 2019 года | Национальный состав по переписи 2019 года | Национальный состав по переписи 2019 года | Национальный состав по переписи 2019 года | Национальный состав по переписи 2019 года |
| Всего (2019)                                                       | белорусы                                  | белорусы                                  | русские                                   | русские                                   | украинцы                                  | украинцы                                  | поляки                                    | поляки                                    | цыгане                                    | цыгане                                    |
| ------------------------------------------------------------------ | ----------------------------------------- | ----------------------------------------- | ----------------------------------------- | ----------------------------------------- | ----------------------------------------- | ----------------------------------------- | ----------------------------------------- | ----------------------------------------- | ----------------------------------------- | ----------------------------------------- |
| 32 049                                                             | 27 169                                    | 84,77%                                    | 2570                                      | 8,02%                                     | 652                                       | 2,03%                                     | 77                                        | 0,24%                                     | 45                                        | 0,14%                                     |
|                                                                    |                                           |                                           |                                           |                                           |                                           |                                           |                                           |                                           |                                           |                                           |
| Национальный состав по переписи 2009 года                          |                                           |                                           |                                           |                                           |                                           |                                           |                                           |                                           |                                           |                                           |
|                                                                    | белорусы                                  | белорусы                                  | русские                                   | русские                                   | украинцы                                  | украинцы                                  | поляки                                    | поляки                                    | армяне                                    | армяне                                    |
| Всего                                                              | 31 672                                    | 89,55%                                    | 2756                                      | 7,79%                                     | 579                                       | 1,64%                                     | 80                                        | 0,23%                                     | 44                                        | 0,12%                                     |
| городское                                                          | 15 899                                    | 92,01%                                    | 1061                                      | 6,14%                                     | 195                                       | 1,13%                                     | 33                                        | 0,19%                                     | 12                                        | 0,07%                                     |
| сельское                                                           | 15 773                                    | 87,21%                                    | 1695                                      | 9,37%                                     | 384                                       | 2,12%                                     | 47                                        | 0,26%                                     | 32                                        | 0,18%                                     |
|                                                                    | татары                                    | татары                                    | литовцы                                   | литовцы                                   | азербайджанцы                             | азербайджанцы                             | евреи                                     | евреи                                     | чуваши                                    | чуваши                                    |
| Всего                                                              | 31                                        | 0,09%                                     | 23                                        | 0,07%                                     | 20                                        | 0,06%                                     | 17                                        | 0,05%                                     | 17                                        | 0,05%                                     |
| городское                                                          | 6                                         | 0,03%                                     | 10                                        | 0,06%                                     | 8                                         | 0,05%                                     | 13                                        | 0,08%                                     | 5                                         | 0,03%                                     |
| сельское                                                           | 25                                        | 0,14%                                     | 13                                        | 0,07%                                     | 12                                        | 0,07%                                     | 4                                         | 0,02%                                     | 12                                        | 0,07%                                     |
|                                                                    |                                           |                                           |                                           |                                           |                                           |                                           |                                           |                                           |                                           |                                           |
| Национальный состав по переписи 1959 года (всего — 56 180 человек) |                                           |                                           |                                           |                                           |                                           |                                           |                                           |                                           |                                           |                                           |
|                                                                    | белорусы                                  | белорусы                                  | русские                                   | русские                                   | украинцы                                  | украинцы                                  | евреи                                     | евреи                                     | поляки                                    | поляки                                    |
| Всего                                                              | 50 554                                    | 89,99%                                    | 3890                                      | 6,92%                                     | 659                                       | 1,17%                                     | 498                                       | 0,88%                                     | 431                                       | 0,76%                                     |

В 2018 году 16,7% населения района было в возрасте моложе трудоспособного, 55,2% — в трудоспособном, 28,1% — старше трудоспособного. В 2017 году коэффициент рождаемости составил 9,5 на 1000 человек, коэффициент смертности — 13,9 (средние коэффициенты рождаемости и смертности по Витебской области — 9,6 и 14,4, по Республике Беларусь — 10,8 и 12,6). В 2017 году в районе родилось 313 и умерло 458 человек. Сальдо внутренней миграции отрицательное (в 2017 году — -30 человек).
В 2017 году в районе было заключено 225 браков (6,8 на 1000 человек) и 104 развода (3,2 на 1000 человек); средние показатели по Витебской области — 6,4 и 3,4 на 1000 человек, по Республике Беларусь — 7 и 3,4 на 1000 человек соответственно.

## Экономика
Средняя зарплата в районе в 2017 году составила 79,2% от среднего уровня по Витебской области (один из самых низких показателей в области). В 2017 году в районе было зарегистрировано 173 микроорганизации и 17 малых организаций. В 2017 году 14,5% организаций района были убыточными (в 2016 году — 17,1%). В 2015—2017 годах в реальный сектор экономики района поступило 3,4 млн долларов иностранных инвестиций, в том числе 1,2 млн долларов прямых инвестиций. В 2017 году предприятия района экспортировали товаров на сумму 3,3 млн долларов, импортировали на 3,5 млн долларов (сальдо — -0,2 млн долларов); при этом ещё в 2016 году экспорт составлял 23,5 млн долларов.
Выручка предприятий и организаций района от реализации продукции, товаров, работ, услуг за 2017 год составила 214,7 млн рублей (около 112 млн долларов), в том числе 29,2 млн рублей пришлось на сельское, лесное и рыбное хозяйство, 97,6 млн на промышленность, 12,5 млн на строительство, 47,9 млн на торговлю и ремонт, 27,5 млн на прочие виды экономической деятельности.
В районе действует более 10 промышленных предприятий, 8 колхозов, 7 фермерских хозяйств.

### Промышленность
Здесь расположены:
- ОАО «Лепельский молочноконсервный комбинат» (в настоящее время — филиал ОАО «Витебский мясокомбинат»[41])
- ОАО «Лепельский ремонтно-механический завод» (входит в холдинг «Минский тракторный завод»[41])
- РДУП «Лепельский электромеханический завод» (в 2017 году присоединён к ЛРМЗ[42])
- комбикормовый завод (филиал «Лепельский» ОАО «Витебскагропродукт»[41])
- хлебозавод (филиал ОАО «Витебскхлебпром»[41])
- ОАО «Лепельпромшвеймебель» (производит спецодежду[43])

### Сельское хозяйство
Под зерновые культуры в 2017 году было засеяно 9,1 тыс. га пахотных площадей, под кормовые культуры — 14,5 тыс. га. Валовой сбор зерновых и зернобобовых в 2017 году составил 20,6 тыс. т (средняя урожайность — 22,7 ц/га). Средний бонитет пашни — 28,7 балла. Самая высокая урожайность зерновых в 2018 году достигнута в хозяйстве СПФ «Заозерье» (30,8 ц/га). В районе действует ГСХУ «Лепельская сортоиспытательная станция».
На 1 января 2018 года в сельскохозяйственных организациях района (без учёта фермерских и личных хозяйств населения) содержалось 14,9 тыс. голов крупного рогатого скота (в том числе 6 тыс. коров), 29,2 тыс. свиней, 340,7 тыс. голов птицы. За 2017 год было произведено 10,8 т мяса (в убойном весе) и 27 388 т молока. Действует 21 молочно-товарная ферма, на двух из них доение осуществляется роботизированными установками.
В сельском хозяйстве района занято 1,2 тыс. человек. Крупнейшие сельскохозяйственные предприятия — СПФ «Заозерье» (филиал ОАО «Витебский мясокомбинат») и СПП «Прожектор» (филиал ОАО «Витебскхлебпром»).

### Транспорт
По району проходят международные автомагистрали Минск — Витебск, Минск — Полоцк — Санкт-Петербург. Лепель связан шоссейными дорогами с Минском, Витебском, Полоцком, Оршей, Ушачами, Докшицами, Чашниками, Борисовом; является конечным пунктом железнодорожной ветки Орша-Лепель, протяжённость которой — 130 км.

## Военные объекты
В Лепельском районе дислоцируется 19-я отдельная механизированная бригада Вооружённых Сил Республики Беларусь. Основные объекты бригады располагаются в Заслоново и Боровке. Также в районе расположен военный санаторий.

## Здравоохранение
В 2017 году в учреждениях Министерства здравоохранения Республики Беларусь насчитывалось 86 практикующих врачей (26,2 в пересчёте на 10 тысяч человек; средний показатель по Витебской области — 37, по Республике Беларусь — 40,5) и 407 средних медицинских работников. В лечебных учреждениях района насчитывалось 236 больничных коек (72 в пересчёте на 10 тысяч человек; средний показатель по Витебской области — 80,5, по Республике Беларусь — 80,2).
Учреждения здравоохранения
- УЗ «Лепельская центральная районная больница»
- Лепельская областная психиатрическая больница
- Лепельская областная больница медицинской реабилитации для детей с заболеваниями опорно-двигательного аппарата
- Лепельский районный центр гигиены и эпидемиологии
- Лепельский военный санаторий Вооружённых Сил Республики Беларусь
- Детский реабилитационно-оздоровительный центр «Жемчужина»[50]

## Религия
В Лепельском районе действует 15 православных общин, 7 общин христиан веры евангельской (пятидесятников), по 2 общины католиков и адвентистов седьмого дня, по одной общине евангельских христиан-баптистов и новоапостольской церкви.

## Образование
В 2017 году в районе действовало 21 учреждение дошкольного образования (включая комплексы «детский сад — школа») с 1298 детей. В 2017/2018 учебном году действовало 14 учреждений общего среднего образования, в которых обучалось 3115 учеников. Учебный процесс в школах обеспечивали 428 учителей.

## Культура
В Лепеле действует краеведческий музей с 20,7 тыс. музейных предметов основного фонда. В 2016 году музей посетили 6,1 тыс. человек. При станции Лепель имеется музей железнодорожного участка Лепель — Орша.
В районе (Домжерицы) действует также музей природы Березинского биосферного заповедника (частично расположен в Минской области).
Также на территории Березинского биосферного заповедника расположены:
- Дом экологического просвещения
- Музей мифологии и мифологическая тропа
- Музей мёда
- Лесной зоопарк

В 2023 году постановлением Министерства культуры Республики Беларусь от 30 мая 2023 года № 80 статус нематериальной историко-культурной ценности присвоен элементу «Культура белорусской дуды на Витебщине» в аг. Большой Полсвиж.

## События и мероприятия
- 19 и 20 августа 2023 года — фестиваль славянской мифологии «Шлях Цмока» в Домжерицы[57]

## Достопримечательности
- Костёл Святого Антония в Губино (XVIII век, руины)
- Римско-католическая церковь Святого Казимира в Лепель (XIX век)
- Свято-Николаевская церковь (1886) в д. Макаровщина Каменского сельсовета
- Фрагменты земляных укреплений XVI века в селе Суша

### Памятник, заказник
- Березинский биосферный заповедник

## Галерея

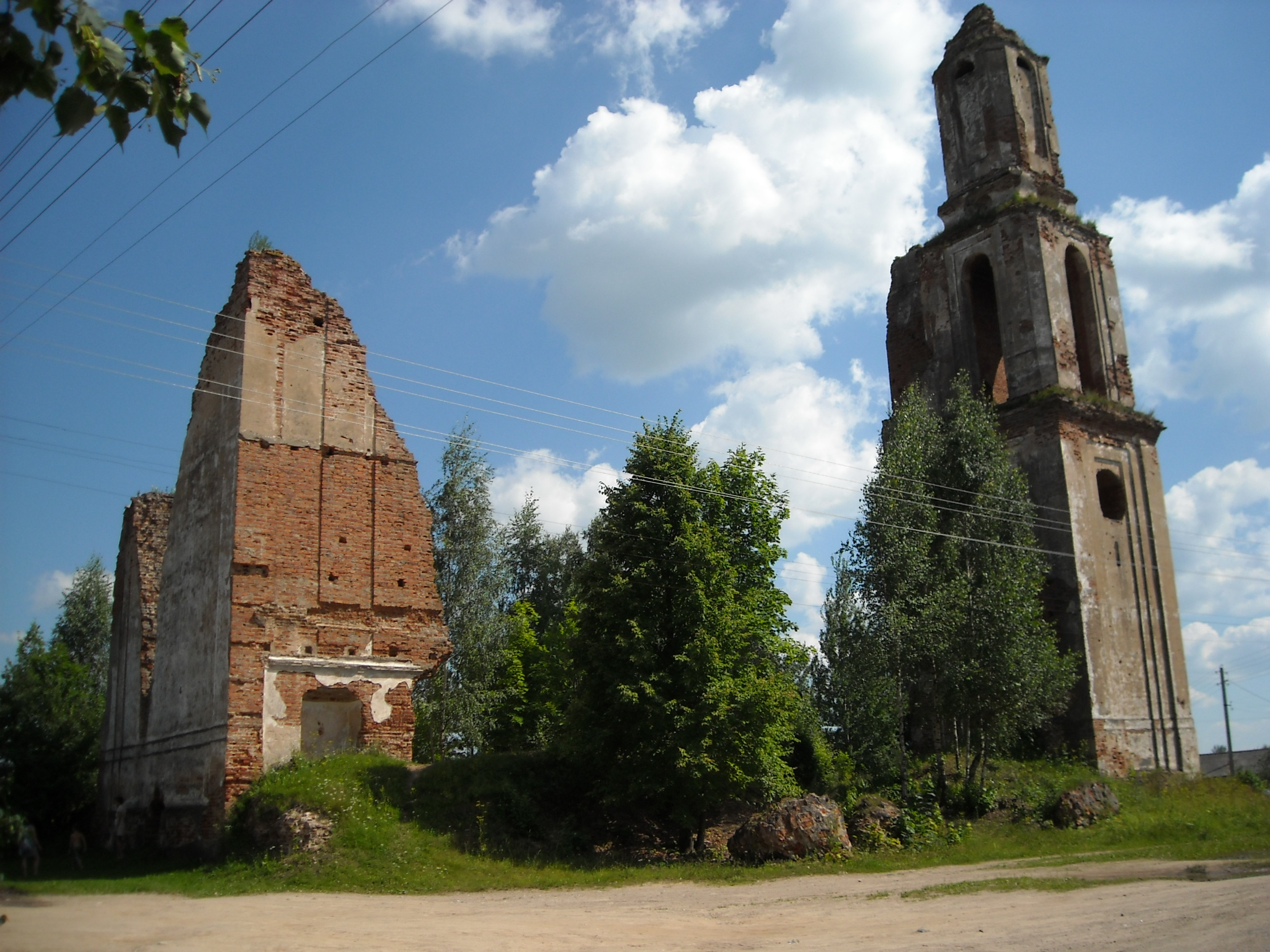
Костёл Святого Антония в Губино (XVIII век, руины)
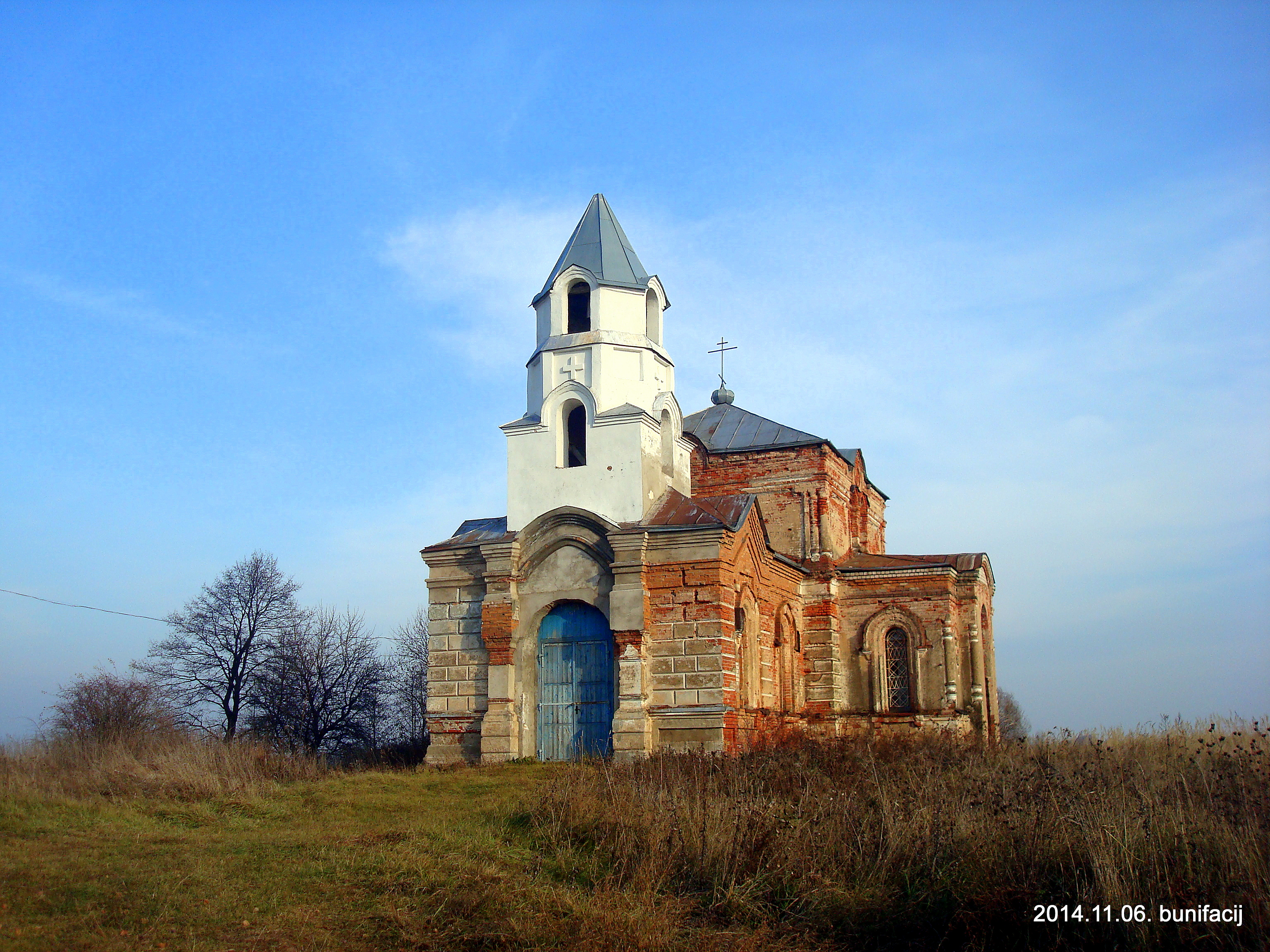
Свято-Николаевская церковь (1886) в д. Макаровщина

## В филателии и нумизматике
- 18 августа 2005 года выпущена в обращение почтовая марка «Белорусская народная одежда. Костюм Лепельского района»[58].